# ليبان عبدي
ليبان عبدي (بالنرويجية البوكمول: Liban Abdi)‏ لاعب كرة قدم صومالي يحمل الجنسية النرويجية في الجناح الأيسر لعب سابقاً في نادي الاتفاق السعودي.

## وصلات خارجية
- ليبان عبدي على موقع اتحاد تركيا (لاعب) (الإنجليزية)
- ليبان عبدي على موقع قاعدة بيانات كرة القدم.إي يو (الإنجليزية)
- ليبان عبدي على موقع Soccerway.com (الإنجليزية)
- ليبان عبدي على موقع عالم كرة القدم.نت (الإنجليزية)
- ليبان عبدي على موقع AS.com (الإسبانية)

ليبان عبدي